# Conversations with Dead People
Conversations With Dead People es el séptimo episodio de la séptima temporada de la serie de televisión Buffy la cazavampiros. El episodio fue traducido para España y América Latina como Conversaciones con los muertos.

## Argumento
Es de noche en Sunnydale. Buffy (Sarah Michelle Gellar) está de patrulla; Spike (James Marsters), en el Bronze; Willow (Alyson Hannigan) estudia en la biblioteca del Campus; y Dawn (Michelle Trachtenberg) está sola en casa. Jonathan (Danny Strong) y Andrew (Tom Lenk) han vuelto a la ciudad.
Mientras Dawn disfruta de tener toda la casa para ella, oye golpes. Cada vez son más fuertes y todas las luces de la casa cobran vida. Cuando se rompen, escucha la voz de su madre. Mientras, Buffy se enfrenta a un vampiro. Es Holden (Jonathan M. Woodward) y la reconoce del instituto. Acaban teniendo una charla extrañamente terapéutica. Le confiesa que sus relaciones pasadas eran increíblemente complejas y confusas, y que la consecuencia fue que salió diezmada emocionalmente.
En la biblioteca, Willow recibe una visita de Cassie (Azura Skye). Le dice que está en contacto con Tara pero que no ha podido hablar con ella debido a su comportamiento destructivo y a la muerte que causó. Le dice que cualquier magia que realice la conducirá a la oscuridad.
Jonathan y Andrew llevan un equipo de excavación y buscan el sello de Danzalthar. Quieren salvar Sunnydale y encontrar su redención. Pero Andrew está siendo forzado por el fantasma de Warren. Dawn, mientras, llama a su madre. Algo malo parece evitar que Joyce (Kristine Sutherland) hable. Ve flashes de su madre en la posición en que murió y algo amenazador está sobre ella. Comienza un hechizo que Willow le enseñó y Joyce se materializa en una luz brillante. Le dice que cuando las cosas estén mal, Buffy no le elegirá. Que estará en su contra. Después se desvanece en la oscuridad.
En la biblioteca, Willow le pide a Cassie una solución. Esta le dice que si no puede parar de usar la magia hay otra opción: el descanso eterno. Empieza a sospechar y Cassie revela que es el Primero, el primer mal.
En el cementerio, Buffy y Holden continúan luchando y hablando. Le cuenta que tuvo una relación con un vampiro y que en su subconsciente deseó ser castigada por sentirse superior a sus amigos y al resto del mundo. Cuando nombra a Spike, Holden lo reconoce como el vampiro que lo engendró.
Andrew y Jonathan desentierran el sello de Danzalthar. Andrew apuñala a Jonathan y el cuerpo cae sobre él, que se ilumina cuando su sangre se derrama en el sello. Buffy clava su estaca al vampiro y Spike muerde a una chica que conoció en el Bronze.

## Reparto
- Sarah Michelle Gellar como Buffy Summers.
- Nicholas Brendon como Xander Harris (en créditos pero no aparece).
- Alyson Hannigan como Willow Rosenberg.
- Emma Caulfield como Anya Jenkins (en créditos pero no aparece).
- Michelle Trachtenberg como Dawn Summers.
- James Marsters como Spike.

### Recurrentes
- Kristine Sutherland como El Primero/Joyce Summers.
- Tom Lenk como Andrew Wells.
- Danny Strong como Jonathan Levinson.
- Adam Busch como El Primero/Warren Meers.

### Estrellas Invitadas
- Jonathan M. Woodward como Holden Webster.
- Azura Skye como El Primero/Cassie Newton.

## Detalles de la Producción

### Escritura
- Para producir este episodio se requirieron cuatro guionistas que trabajaran independientemente, aunque solo se les acreditó el guion del mismo a Jane Espenson y Drew Goddard. Espenson escribió las escenas de Dawn, Goddard las de El Trío, Joss Whedon escribió las escenas de Buffy-Holden, y Marti Noxon las de Willow-Cassie.[1]
- Amber Benson iba a aparecer inicialmente como Tara, burlándose y atormentando a Willow en vez de Cassie, pero Benson eligió no participar porque, entre otras razones, "no quería ver a una Tara malvada".[2][3] En los comentarios del DVD, los guionistas solo dijeron que Amber Benson no estaba disponible.
- Otras historias fueron consideradas, como el personaje de Eric Balfour, quien hizo de Jesse McNally en el piloto "Welcome to the Hellmouth", este iba a conversar con Xander;[3] y de acuerdo con Drew Goddard en el comentario del episodio "Selfless", Kali Rocha (Halfrek) iba a regresar para acosar a Anya, pero la actriz no estaba disponible.

### Música
- La canción "Blue" interpretada por Angie Hart que se puede escuchar al inicio y al final del episodio, fue escrita por Hart y el creador del show Joss Whedon.